# 파벨 브르바
파벨 브르바(체코어: Pavel Vrba, 1963년 12월 6일, 체코슬로바키아 프르제로프 ~ )는 체코의 전 축구 선수이자 현 축구 감독이다. 현재 루도고레츠 라즈그라드의 감독을 맡고 있다.

## 수상

### 감독
질리나
- 슬로바키아 수페르리가 (1): 2006–07

빅토리아 플젠
- 체코 1부 리그 (2): 2010–11, 2012–13
- 체코 컵 (1): 2009–10
- 체코 수퍼컵 (1): 2011

### 개인상
- 체코 올해의 감독 (4): 2010, 2011, 2012, 2013